# بوران (نیر)
بوران یک منطقهٔ مسکونی در ایران است که در دهستان دورسون خواجه واقع شده‌است. براساس سرشماری مرکز آمار ایران در سال ۱۳۹۵، بوران ۱۰۳ نفر جمعیت دارد.